# Gathenhielmska huset

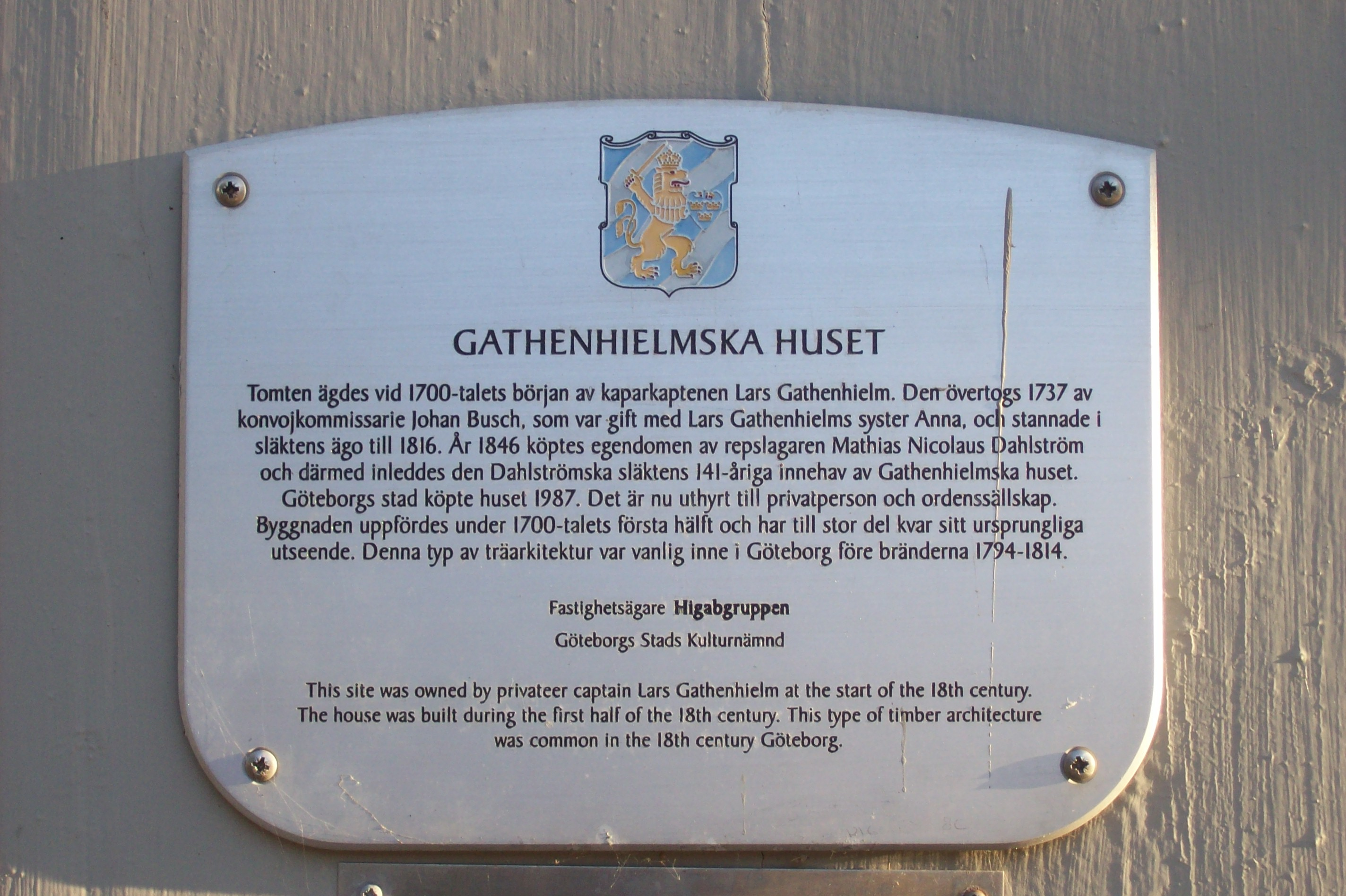
Plaketten vid entrén till Gathenhielmska huset sattes upp som en del av Göteborgs stads kulturnämnds "Projekt Husmärkning" kring år 2000.

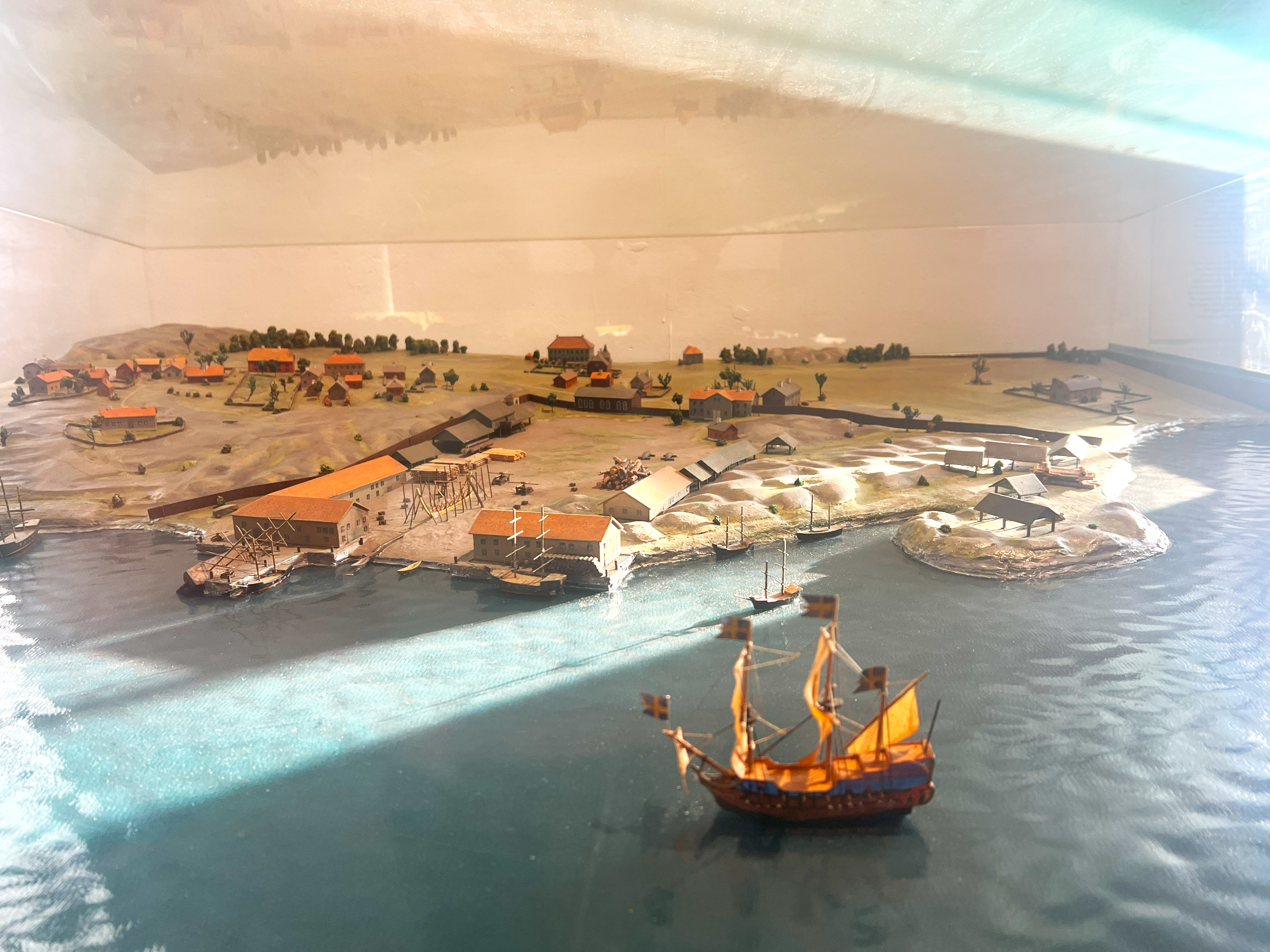
Modell av Gamla varvet i början av 1700-talet på Sjöfartsmuseet Akvariet i Göteborg, skala 1:275. Den stora byggnaden längst bak i mitten föreställer Gathenhielmska huset, namngivet efter Lars Gathenhielm och uppfört efter hans död.

Gathenhielmska huset före 1938 då grannhuset till höger revs. Foto från Göteborgs stadsmuseum.

Gathenhielmska huset är ett kulturminnesmärkt hus i första kvarteret Gatenhjelm vid Stigbergstorget 7 i Majorna i Göteborg. Sedan 1987 ägs huset av Göteborgs kommun. Det inrymmer en bostad på 160 kvadratmeter. Huset blev 1964 byggnadsminnesförklarat. Den 10 juli 1943 fick det som första byggnad skydd enligt 1942 års lag om kulturhistoriskt märkliga byggnader.
Huset har sitt namn efter kommendören i svenska flottan, Lars Gathenhielm. Det var Lars Gathenhielms svåger, konvojkommissarie Johan Hansson Busck (1690-1756) som någon gång under åren 1743-1747 uppförde huset på en tomt han själv ägde. Det är en av Göteborgs fem äldsta profana byggnader, byggt i karolinsk eller senbarock stil med valmat tak och i timmer med gråfärgad träbeklädnad som gör att det liknar ett stenhus. Huset är dessutom Göteborgs enda bevarade storborgarhus i trä från mitten av 1700-talet, och ingår i Kulturreservatet Gathenhielm. Vid 1700-talets slut fanns det inom reservatet totalt 15 hus.

## Historia
År 1717 fick Lars Gathenhielm av Karl XII, som ett erkännande för sina framgångar som "konungens kapare", marken där nu Stigbergstorget och Bangatan ligger (samt Gamla Varvet). Efter hans  bortgång den 25 april 1718 köptes tomten den 16 augusti 1718 av änkan Ingela Gathenhielm och när hon avled 1729 ärvdes den av sonen Anders Gathenhielm. 
Efter några år såldes marken till konvojkommissarien Johan Busck och dennes maka Anna Thalena Gathe; köpebrevet är daterat till 22 januari 1737. Anna Thalena var syster till Lars Gathenhielm, och med all sannolikhet var det makarna Busck, som uppförde det "Gathenhielmska huset". Under åren 1777-1816 blev huset fideikommiss (egendom som stannar inom släkten) för makarna Buscks bröstarvingar, vilka kom från släkterna Busck, d'Orchimont, Cronsioe, Williamsson, Bånge, Bergenstråhle med flera. Superkargören Johan Tranchell köpte 1816 huset på auktion, han behöll det i åtta år, då det 1824 såldes till bruksägaren Fredrik von Aken.
Nästa ägare blev repslagarmästaren Mathias Dahlström, som köpte huset år 1846, och inom denna släkt skulle huset vandra vidare i 140 år. Den 1 november 1986 såldes det Gathenhielmska huset till Göteborgs kommun av ägarna Louise Tham-Nyström och Per Vollrath Tham. Några år efter försäljningen överlämnades även det Gathenhielmska adelsbrevet (nu i Göteborgs Stadsmuseums förvar) samt Konunga- och fastighetsbrev. Dessa brev är undertecknade av tre kungar: Karl XII, Fredrik I och Gustav IV Adolf.
Gathenhielmska huset är en av Göteborgs äldsta byggnader. Det uppfördes med stor sannolikhet någon gång under 1700-talets första hälft. Dekorativa detaljer i rokoko visar på 1740-tal, men det kan även ha byggts tidigare och fått dekoren senare. Vissa delar av huset är troligen äldre, då det visar tecken på en mer ålderdomlig karaktär och skulle i så fall vara del av ett äldre hus som legat på samma plats.
Namnet har byggnaden fått efter den kände kaparkaptenen, som hade sin huvudbostad vid Lilla Torget. År 1717 fick han Gamla Varvets anläggningar som donation och byggnaden ingick troligen i området. Efter Gathenhielms död 1718 stod hans änka Ingela Hammar som innehavare några år och Gamla Varvets område återgick sedan till Kronan. Av en karta från 1796, tillhörande en brandförsäkring, framgår att det Gathenhielmska komplexet bestod av 15 hus, bland annat bostadshus, stall, ladugård, uthus, tjärhus och tågbod.

## Huset
Huset är ett timrat bostadshus i två våningar med brant, valmat sadeltak. Gatufasaden är klädd med slät, stående panel och indelad med kraftiga pilastrar mellan varje fönsteraxel. 
Två omfattande renoveringar är kända; den första tog Anna Dahlström initiativ till år 1916, då man med hjälp av Röhsska konstslöjdsmuseet återställde mycket i sitt tidigare skick. Det var konstnären och konservatorn Johan Nilsson, som på 1920-talet utförde arbetet; en mycket omfattande och noggrann renovering av byggnadens inre. Flera ljusa och intressanta konstverk kom fram vid arbetet, vilka tidigare varit övermålade, övertapetserade eller dolda på annat sätt. Anna Dahlström gifte sig 1920 med Johan Nilsson, och makarna fortsatte därefter gemensamt att återställa det Gathenhielmska huset. Efter Dahlströms bortgång 1941 framgick att hon sett Gathenhielmska huset som en släktgård, då hon testamenterat byggnaden till sitt kusinbarn, fru Vera Tham, som samma år genomförde ytterligare renovering av huset. När lagen om kulturminnesskydd trädde i kraft 1943, ansökte Tham hos Riksantikvarieämbetet om att förklara det Gathenhielmska huset som byggnadsminne, vilket beviljades. Gathenhielmska huset blev därmed landets första byggnadsminnesförklarade hus. Efter hennes bortgång 1970 ägdes huset några år av hennes två barn, som sålde byggnaden till Göteborgs stad 1987.
I första våningen finns det stora "Kungsrummet", som på flera sätt ska syfta på Karl XII, vilken sägs aldrig ha besökt huset i dess nuvarande form eller träffat Lars Gathenhielm. Faktum är dock att Karl II besökte Göteborg ett flertal gånger på sina många resor och man vet att han hade en personlig kontakt med Lars Gathenhielm. Rummet innehåller bland annat möbler från de olika tidsepokerna och generationerna av släkter.
"Versaillessalongen" ligger intill, som domineras av en kakelugn från husets uppförande.
"Stora salongen" är det pampigaste rummet på övervåningen, och i rummet intill, "Gobelängrummet", finns de förnämsta målningarna.
År 1893 fanns det en modeaffär inhyst i husets västra del.
Huset har alltid varit föremål för stort intresse, från kungligheter, landshövdingar och gemene man. Exempelvis besöktes det av kronprins Gustaf Adolf och landshövding Oscar von Sydow den 24 januari 1928 och på 1930-talet av prins Carl och prinsessan Ingeborg.
Det Gathenhielmska huset i Majornas 3:e rote, 1:a kvarteret Gathenhielm 1, 3, 4 blev byggnadsminnesmärkt 9 januari 1964 avseende "exteriör och interiör samt tomt". Men redan i början av 1940-talet förklarades huset som byggnadsminne. Den tillhörande trädgården som är avskuren mot söder samt det angränsande lusthuset och det låga trähuset vid tomtens nordöstra hörn tillhör den värdefulla miljön.
Vid Stigbergstorget 2 (mittemot huset, på andra sidan torget) låg under flera år Restaurang Gathenhielm.